# Liste der Volksabstimmungen in Chile
Die Liste der Volksabstimmungen in Chile listet nationale Referenden in Chile.

## Liste der Plebiszite
| Datum              | Angelegenheit                                                          | Stimmbeteiligung | Ja      | Nein    | ungültig | leere Stimmzettel | Ergebnis                  |
| ------------------ | ---------------------------------------------------------------------- | ---------------- | ------- | ------- | -------- | ----------------- | ------------------------- |
| 27. Oktober 1812   | Verabschiedung einer provisorischen Verfassung                         | unbekannt        | 100 %   | 0 %     | –        | –                 | angenommen                |
| 15. September 1817 | Unabhängigkeitsreferendum                                              | unbekannt        | 100 %   | 0 %     | –        | –                 | angenommen                |
| Oktober 1818       | Verabschiedung einer provisorischen Verfassung                         | unbekannt        | 100 %   | 0 %     | –        | –                 | angenommen                |
| 1925               | Verabschiedung einer neuen Verfassung                                  | 45,4 %           | 94,8 %  | 4,1 %   | 1,2 %    |                   | angenommen                |
| 1978               | Legitimität von Gen. Augusto Pinochets Diktatur                        | –                | 78,6 %  | 21,4 %  | 4,6 %    | 4,6 %             | angenommen                |
| 1980               | Verabschiedung einer neuen Verfassung                                  | –                | 69,0 %  | 31,0 %  | 2,8 %    | 1,3 %             | angenommen                |
| 1988               | Weiterführung von Pinochets Herrschaft                                 | 97,5 %           | 44,0 %  | 56,0 %  | 1,3 %    | 1,0 %             | abgelehnt                 |
| 1989               | Verfassungsreformen                                                    | 93,7 %           | 91,3 %  | 8,7 %   | 4,6 %    | 1,5 %             | angenommen                |
| 2020               | Darüber, ob eine neue Verfassung geschrieben werden soll               | 51,0 %           | 78,3 %  | 21,7 %  | 0,4 %    | 0,2 %             | angenommen                |
| 2020               | Darüber, welche Organisation die neue Verfassung schreiben soll        | 51,0 %           | 21,0 %  | 79,0 %  | 3,4 %    | 1,6 %             | Convención Constitutional |
| 2022               | Annahme des Verfassungsentwurfs der Verfassungsgebenden Versammlung    | 85,81 %          | 38,13 % | 61,87 % | 1,54 %   | 0,59 %            | abgelehnt                 |
| 2023               | Annahme des Verfassungsentwurfs aus dem Verfassungsgebungsprozess 2023 | 84,48 %          | 44,24 % | 55,76 % | 3,69 %   | 1,31 %            | abgelehnt                 |

Anmerkung: Die Prozentsätze in den Spalten „Ja“, „Nein“ und „Neutral“ beziehen sich auf die Gesamtzahl der gültigen Stimmen in jedem Referendum. Die Prozentsätze in den Spalten „Neutral“ und „Keine Antwort“ beziehen sich auf die Gesamtzahl der abgegebenen Stimmen in jedem Referendum..